# Izabela Kloc
assinatura
Izabela Helena Kloc (Mikołów; 8 de Maio de 1963) é uma política da Polónia. Ela foi eleita para a Sejm em 25 de Setembro de 2005 com 5 185 votos em 30 no distrito de Rybnik, candidata pelas listas do partido Prawo i Sprawiedliwość.